# Storforsen
Storforsen er et strømfald med vandfald i Piteälven ved landsbyen Bredsel i Älvsbyns kommune i det nordligste Sverige. Med dets gennemsnitlige vandgennemstrømning på 250 m3/sek og en faldhøjde på 60 meter, udgør Storforsen en af de største strømfald i Europa. Den er Europas største utæmmede strømfald, hvor hele dens sammenlagte længde, fra start til slut, er på fem kilometer, med en total faldhøjde på 82 meter. Nedenfor Storforsen tilslutter Piteälvens største biflod, Varjisån, sig.
Storforsen fryser aldrig på trods af temperaturer på omkring minus 40 grader celsius om vinteren. Det mindst målte gennemstrømning nogensinde er 24.000 liter vand i sekundet. Omkring midsommer er vandstanden højest og opnår en vandgennemstrømning på cirka 870 m3/s. Ved den ekstreme oversvømmelse i 1995 var vandgennemstrømningen på 1.200 m3/s. Den 12. maj 2008 var vandgennemstrømningen på 729 m3/s og vandspejlet lå 2½ meter under brofaget på broen over Piteälven i Älvsbyn; 1995 var vandspejlet på et tidspunkt kun 23 centimeter under brofaget.